# Gabriele Tarquini
Gabriele Tarquini (2. března 1962, Giulianova) je italský automobilový závodník. V letech 1987 až 1995 startoval ve Formuli 1.

## Začátky
V letech 1983–1984 se věnoval závodům na motokárách. Poté přestoupil do Formule 3000, kde zůstal do roku 1987.

## Formule 1
V roce 1987 debutoval při Grand Prix San Marina v týmu Osella. Pro sezonu 1988 přestoupil do týmu Coloni, za který startoval v 8 ze 16 závodů.
V letech 1989 – 1991 pilotoval monopost stáje AGS. Původně byl jmenován jezdcem týmu First Racing, avšak v testovacích jízdách rozbil vůz a odešel. U týmu AGS nahradil Phillipe Streiffa, který ukončil kariéru. Jeho nejlepším výsledkem se stalo 6. místo v Grand Prix Mexika 1989. V druhé polovině roku 1991 přešel do týmu Fondmetal, ve kterém nebyl příliš úspěšný, přesto tu zůstal i pro sezonu 1992.
Po dvouleté přestávce se objevil opět v královské třídě, tentokráte za slavný tým Tyrrell. Nejprve měl smlouvu pouze pro testování, při Grand Prix Evropy 1995 nahradil Japonce Ukjó Katajamu.
Je držitelem rekordu v počtu vypadnutí v předkvalifikaci a kvalifikaci, čtyřicetkrát se nekvalifikoval do závodu, z toho pětadvacetkrát se nedostal z předkvalifikace. Nutno dodat, že se dělo především kvůli nekonkurenceschopným vozům.

## Kariéra mimo Formuli 1
Roku 1994 získal na první pokus s týmem Alfa Romeo titul v britském šampionátu cestovních vozů. O rok později závodil v italské i britské sérii.
Po odchodu z F1 se vrátil k cestovních vozům, jimž se věnoval zbytek 90. let. V roce 2003 se stal mistrem Evropy v těchto vozech (ETCC). Od sezony 2005 jezdí v mistrovství světě, nejprve reprezentoval Alfu Romeo, od roku 2006 Seat. V sezoně 2008 se stal vicemistrem světa.
V roce 2009 získal titul mistra Mistrovství světa cestovních vozů (WTCC) a stal se tak ve věku 47 let nejstarším vítězem mistrovství světa pořádaném FIA, předstihl dokonce Juana Manuela Fangia, jenž dokázal vyhrát ve 46 letech. V sezoně 2010 bude titul obhajovat.
V roce 2013 jezdí (WTCC) na HONDA Civic.

## Kompletní výsledky ve Formuli 1
| Legenda k tabulce | Legenda k tabulce                                                                       |
| Barva             | Výsledek                                                                                |
| ----------------- | --------------------------------------------------------------------------------------- |
| Zlatá             | Vítěz                                                                                   |
| Stříbrná          | 2. místo                                                                                |
| Bronzová          | 3. místo                                                                                |
| Zelená            | Bodované umístění                                                                       |
| Modrá             | Nebodované umístění                                                                     |
| Modrá             | Dokončil neklasifikován (NC)                                                            |
| Fialová           | Odstoupil (Ret)                                                                         |
| Červená           | Nekvalifikoval se (DNQ)                                                                 |
| Červená           | Nepředkvalifikoval se (DNPQ)                                                            |
| Černá             | Diskvalifikován (DSQ)                                                                   |
| Bílá              | Nestartoval (DNS)                                                                       |
| Bílá              | Závod zrušen (C)                                                                        |
| Světle modrá      | Pouze trénoval (PO)                                                                     |
| Světle modrá      | Páteční testovací jezdec (TD)                                                           |
| Bez barvy         | Netrénoval (DNP)                                                                        |
| Bez barvy         | Vyřazen (EX)                                                                            |
| Bez barvy         | Nepřijel (DNA)                                                                          |
| Bez barvy         | Odvolal účast (WD)                                                                      |
| Bez barvy         | Nezúčastnil se (prázdné)                                                                |
| Označení          | Význam                                                                                  |
| Tučnost           | Pole position                                                                           |
| Kurzíva           | Nejrychlejší kolo                                                                       |
| †                 | Jezdec nedojel do cíle, ale byl klasifikován, protože odjel více než 90 % délky závodu. |
| ‡                 | Byl udělován poloviční počet bodů, protože bylo odjeto méně než 75 % délky závodu.      |
| Horní index       | Umístění bodujících jezdců ve sprintu                                                   |

| Rok  | Tým                                  | Šasi           | Motor             | 1        | 2        | 3        | 4        | 5        | 6        | 7       | 8       | 9        | 10       | 11       | 12       | 13       | 14       | 15       | 16       | 17  | Umístění  | Body |
| ---- | ------------------------------------ | -------------- | ----------------- | -------- | -------- | -------- | -------- | -------- | -------- | ------- | ------- | -------- | -------- | -------- | -------- | -------- | -------- | -------- | -------- | --- | --------- | ---- |
| 1987 | Osella Squadra Corse                 | Osella FA1G    | Alfa Romeo V8 t/c | BRA      | SMR Ret  | BEL      | MON      | USA      | FRA      | GBR     | GER     | HUN      | AUT      | ITA      | POR      | ESP      | MEX      | JPN      | AUS      |     | -         | 0    |
| 1988 | Coloni SpA                           | Coloni FC188   | Cosworth V8       | BRA Ret  | SMR Ret  | MON Ret  | MEX 14   | CAN 8    | USA DNQ  | FRA DNQ | GBR DNQ | GER DNQ  | HUN 13   | BEL NC   |          |          |          |          |          |     | -         | 0    |
| 1988 | Coloni SpA                           | Coloni FC188B  | Cosworth V8       |          |          |          |          |          |          |         |         |          |          |          | ITA DNQ  | POR 11   | ESP DNQ  | JPN DNQ  | AUS DNQ  |     | -         | 0    |
| 1989 | Automobiles Gonfaronnaises Sportives | AGS JH23B      | Cosworth V8       | BRA      | SMR 8    | MON Ret  | MEX 6    | USA 7    | CAN Ret  | FRA Ret |         | GER DNPQ |          |          |          |          |          |          |          |     | 26. místo | 1    |
| 1989 | Automobiles Gonfaronnaises Sportives | AGS JH24       | Cosworth V8       |          |          |          |          |          |          |         | GBR DNQ |          | HUN DNPQ | BEL DNPQ | ITA DNPQ | POR DNPQ | ESP DNPQ | JPN DNPQ | AUS DNPQ |     | 26. místo | 1    |
| 1990 | Automobiles Gonfaronnaises Sportives | AGS JH24       | Cosworth V8       | USA DNPQ | BRA DNPQ |          |          |          |          |         |         |          |          |          |          |          |          |          |          |     | -         | 0    |
| 1990 | Automobiles Gonfaronnaises Sportives | AGS JH25       | Cosworth V8       |          |          | SMR DNPQ | MON DNPQ | CAN DNPQ | MEX DNPQ | FRA DNQ | GBR Ret | GER DNPQ | HUN 13   | BEL DNPQ | ITA DNPQ | POR DNPQ | ESP Ret  | JPN DNQ  | AUS Ret  |     | -         | 0    |
| 1991 | Automobiles Gonfaronnaises Sportives | AGS JH25       | Cosworth V8       | USA 8    | BRA Ret  | SMR DNQ  | MON Ret  | CAN DQ   | MEX DNQ  |         |         |          |          |          |          |          |          |          |          |     | -         | 0    |
| 1991 | Automobiles Gonfaronnaises Sportives | AGS JH25B      | Cosworth V8       |          |          |          |          |          |          | FRA DNQ | GBR DNQ | GER DNQ  | HUN DNQ  | BEL DNPQ |          |          |          |          |          |     | -         | 0    |
| 1991 | Automobiles Gonfaronnaises Sportives | AGS JH27       | Cosworth V8       |          |          |          |          |          |          |         |         |          |          |          | ITA DNPQ | POR DNQ  |          |          |          |     | -         | 0    |
| 1991 | Fondmetal F1 SpA                     | Fomet F1       | Cosworth V8       |          |          |          |          |          |          |         |         |          |          |          |          |          | ESP 12   | JPN 11   | AUS DNPQ |     | -         | 0    |
| 1992 | Fondmetal F1 SpA                     | Fondmetal GR01 | Ford V8           | RSA Ret  | MEX Ret  | BRA Ret  | ESP Ret  | SMR Ret  | MON Ret  |         |         |          |          |          |          |          |          |          |          |     | -         | 0    |
| 1992 | Fondmetal F1 SpA                     | Fondmetal GR02 | Ford V8           |          |          |          |          |          |          | CAN Ret | FRA Ret | GBR 14   | GER Ret  | HUN Ret  | BEL Ret  | ITA Ret  | POR      | JPN      | AUS      |     | -         | 0    |
| 1995 | Nokia Tyrrell Yamaha                 | Tyrrell 023    | Yamaha V10        | BRA      | ARG      | SMR      | ESP      | MON      | CAN      | FRA     | GBR     | GER      | HUN      | BEL      | ITA      | POR      | EUR 14   | PAC      | JPN      | AUS | -         | 0    |